# 桂弥太郎
桂 弥太郎（かつら やたろう、1981年12月9日 - ）は岐阜県郡上市八幡町出身の落語家、本名∶増田 雄一郎。所属事務所は米朝事務所→フリー（2022年1月～）、上方落語協会会員。出囃子は『かわさき』。

## 来歴
大学卒業後、映像編集の仕事を3年、その後リクルートメディアコミュニケーションズで求人広告の制作を2年ほど経験したのち、2009年桂吉弥に入門。同年11月8日豊中市立伝統芸能館で行われた「岡町落語ランド」で初舞台。ネタは「東の旅〜発端〜」「子ほめ」「ちはやふる」「東の旅〜軽業〜」など。
芸名は、入門翌年に放送されるNHK大河ドラマ「龍馬伝」の岩崎弥太郎にちなんでつけられた。候補は他に、桂 弥風があった（Yahoo!にちなむ）。

## 出演
- 新春スーパーワイド第1部「征平・吉弥のお正月も全開!!」（ABCラジオ、2015年1月1日・2016年1月1日） - リポーター[2]。
- 上方落語をきく会「上方落語若手噺家図鑑2017」（ABCラジオ、2017年1月21日）[3]
- 茶屋町MBS劇場「茶屋町柏木亭」（MBSラジオ、2017年2月25日）[4]
- 桂りょうばの落語トラベル（ABCラジオ、2023年5月8日・15日）